# Tour de l'Horloge (Bellême)
La tour de l'Horloge est une ancienne tour fortifiée datée du XIIIe siècle, qui flanquait l'enceinte urbaine de Bellême, aujourd'hui dans le département français de l'Orne, en région Normandie. Il s'agit de la dernière tour conservée des anciennes fortifications de la ville. Elle est inscrite au titre des monuments historiques.

## Localisation
La tour de l'Horloge est situé à Bellême, dans le département français de l'Orne.

## Historique
La tour est datée du XIIIe siècle. Elle est munie d'une horloge d'où son nom.
En 1780, l'édifice est vendu par le dernier comte du Perche.

## Description
La tour polygonale, seul vestige subsistant des remparts de la ville close, avec l'ancienne porte d'entrée de la ville, est constitué de pierre de taille blanche reposant sur une base en moellons de silex. À l'étage, chaque angle de la tour est percé d'une archère. Au rez-de-chaussée, l'archère, se terminant en queue d'aronde, occupe le centre de chaque pan. Deux bouches à feu sont également percées sur les plans Est et ouest.

## Protection
La tour est inscrite au titre des monuments historiques par arrêté du 17 janvier 1989.